# 非常男女 (電影)
是2001年美國的一部喜劇電影，由Joel Gallen導演，哥伦比亚电影公司发行。這部電影惡搞了當時十年間多部青春电影，包括了《粉紅佳人》、《窈窕美眉》、《對面惡女看過來》、《校园蓝调》、《美國派》系列、《危險性遊戲》、《美国丽人》和《早餐俱樂部》等。

## 演員
- 凱樂·利 飾演 珍妮（Janey Briggs，醜女孩）
- 克里斯·伊凡 飾演 傑克（Jake Wyler，受歡迎的運動員）
- 潔米·佩絲莉 飾演 Priscilla（令人討厭的啦啦隊長）
- 艾瑞克·克里斯蒂安·奧森 飾演 奧斯丁（Austin，臭屁的金髮男）
- 米雅·柯許納 飾演 凱瑟琳（Catherine Wyler，殘酷女孩，也是傑克的姊姊）
- Deon Richmond 飾演 Malik Token（象徵性的黑人）
- Eric Jungmann 飾演 Ricky Lipman（迷戀女主角的好朋友）
- Ron Lester 飾演 Reggie Ray（蠢的胖傢伙）
- Cody McMains 飾演 米奇（Mitch Briggs，絕望的處男，也是珍妮的弟弟）
- 山姆·亨亭頓 飾演 Ox（敏感男)
- 山姆·萊文 飾演 Bruce（崇拜者，米奇的朋友）
- 萊西·察伯特 飾演 Amanda Becker（完美女神)
- Cerina Vincent 飾演 Areola（外國的交換生）
- Riley Smith 飾演 Les（漂亮的怪人）
- 莎蜜拉·阿姆斯壯 飾演 Kara Fratelli
- Nectar Rose 飾演 Sara Fratelli
- Ed Lauter 飾演 教練
- 蘭迪·奎德 飾演 珍妮的父親
- 喬安娜·加西亞 飾演 Sandy Sue（罵髒話的啦啦隊員）
- Beverly Polcyn 飾演 Sadie Agatha Johnson
- 羅拔·柏德烈·班尼狄 飾演 Preston Wasserstein
- Patrick St. Esprit 飾演 奧斯丁的父親
- 喬什·拉德諾 飾演 新生指導員
- Paul Goebel 飾演 射精在米奇的法國吐司的廚師

### 客串
不少曾經參與過其他青少年電影的演員，也客串本部電影：
- Molly Ringwald 飾演 不禮貌的空姐("The Rude, Hot Flight Attendant") - Ringwald 主演過不少1980年代的青少年電影，包括粉紅佳人(Pretty in Pink)；少女十五十六時(Sixteen Candles)以及早餐俱樂部(The Breakfast Club)。
- Mr. T 飾演 有智慧的工友(The Wise Janitor) - 演說結束時演奏天龍特攻隊的主題曲。
- Kyle Cease 飾演 不適當的鼓掌者("The Slow Clap Guy") - Cease 曾經在對面惡女看過來(10 Things I Hate About You) 中飾演 Bogey Lowenstein 。
- 梅丽莎·琼·哈特 飾演 教導鼓掌者何時鼓掌的人("Slow Clapper's Instructor") - 梅麗莎曾經出演過青少年電影等不及說愛你(Can't Hardly Wait)以及惡劣芳鄰(Drive Me Crazy)。
- Lyman Ward 飾演 傑克的父親(Mr. Wyler) - Ward 飾演過蹺課天才中主角 Ferris Bueller 的父親。
- Paul Gleason 飾演 Richard "Dick" Vernon - Gleason 於早餐俱樂部中飾演過 Vernon 。
- Sean Patrick Thomas 飾演 另一個象徵性黑人("The Other Token Black Guy") - Thomas 曾出演過青少年電影等不及說愛你(Can't Hardly Wait)；危險性遊戲(Cruel Intentions)以及留住最後一支舞(Save the Last Dance)。
- 狂野夏洛特 飾演 樂團("The Band") - 畢業舞會中的演唱樂團。

## 被惡搞的電影列表
| - 對面惡女看過來(10 Things I Hate About You) - 成名在望(Almost Famous) - 美國心玫瑰情(American Beauty) - 美國派(American Pie) - 再見人生(Better Off Dead) - 早餐俱樂部(The Breakfast Club) - 魅力四射(Bring It On) - 等不及說愛你(Can't Hardly Wait) - 危險性遊戲(Cruel Intentions) - Dazed and Confused - Dese Nuts - 風流教師霹靂妹(Election) - 開放的美國學府(Fast Times at Ridgemont High) | - 蹺課天才(Ferris Bueller's Day Off) - 火爆浪子(Grease) - 小子難纏(The Karate Kid) - Lucas - 一吻定江山(Never Been Kissed) - 粉紅佳人(Pretty in Pink) - 保送入學(Risky Business) - 哈啦上路(Road Trip) - 豪情好傢伙(Rudy) - 窈窕美眉(She's All That) - 少女十五十六時(Sixteen Candles) - 主力難當(Varsity Blues) |